# Despina Storch
Despina Storch o Despina Davidovitch Storch (1894 o 1895 - 30 de marzo de 1918) fue una mujer griega otomana supuestamente espía de Alemania y del Imperio Otomano durante la Primera Guerra Mundial. Storch fue inmortalizada posteriormente como «Delicia turca», «belleza turca» y una «Cleopatra moderna» en la literatura de espionaje.

## Primeros años y viajes
Nacida en Estambul en el seno de una familia griega fanariote de ascendencia alemana y búlgara, Despina se casó con el francés Paul Storch cuando tenía 17 años. Aunque más tarde se divorciaron, su anterior matrimonio creó una situación peculiar debido al servicio de Paul en el ejército francés, mientras que su ex mujer era sospechosa de espiar para los enemigos de Francia.
Varios factores llevaron a las autoridades estadounidenses a sospechar que Madame Storch era una espía. Viajaba por las capitales del mundo cambiando frecuentemente de nombre: «En París, por ejemplo, era conocida como Madame Nezie; en Madrid y Londres como Madame Hesketh; en Roma como Madame Davidovitch; en el New York Biltmore, en Nueva York, como Madame Despina, y en el Shoreham, en Washington, como la Baronesa de Bellville». « Ese último nombre, «Baronesa de Bellville», se utilizó porque en los últimos meses antes de su detención la acompañaba a casi todas partes un misterioso barón Henri de Beville (o de Bellville).
Despina Storch era una invitada frecuente a las fiestas por su notable belleza, su dominio del francés y su habilidad para el baile. En muchas fiestas no le costó entrar en contacto con oficiales militares al servicio de las fuerzas aliadas y embajadores de países en guerra. 
Durante su estancia en Madrid, Despina Storch y el barón fueron sorprendidos contactando con agentes alemanes. Cuando la pareja se percató de las sospechas, abandonó rápidamente España con destino a La Habana.

## Vida en los Estados Unidos
Más tarde se dirigieron a Estados Unidos. Les acompañaban una mujer alemana, la señora Elizabeth Charlotte Nix, y un hombre que supuestamente era un conde francés llamado Robert de Clarmont.
En cuanto el «curioso cuarteto» llegó a Estados Unidos, fue «puesto bajo sospecha por el Departamento de Justicia».
Un factor que despertó las sospechas del Departamento de Justicia fue que llevaba una vida de señora muy rica, pagando 1.000 dólares al mes por su estancia en un hotel de Nueva York. La Sra. Nix también recibió un préstamo inexplicable de 3.000 dólares del conde Bernstorff.
Más tarde, las autoridades se incautaron de una caja de seguridad guardada para una tal Madame Storch en un banco de Nueva York. Se decía que contenía correspondencia importante, con personas notables de todo el mundo, parte de la cual estaba codificada.
Al principio, los conspiradores no eran conscientes del escrutinio al que estaban sometidos, y la Bella Turca llevaba una «existencia de mariposa». Frecuentaba «asuntos sociales», añadiendo nuevos e importantes admiradores a la larga lista de sus pretendientes.
Cuando Storch se enteró del escrutinio, intentó enviar sus baúles a Panamá, pero éstos fueron interceptados. Al darse cuenta del peligro que corrían, el Barón y Storch obtuvieron pasaportes franceses e hicieron planes para huir a Cuba. Después de que sus planes fueran conocidos por el Departamento de Justicia, los cuatro fueron arrestados el 18 de marzo de 1918 y enviados a Ellis Island. Las autoridades intentaron seguir un rastro de dinero sospechoso dejado por los cuatro conspiradores, pero no pudieron probar ni refutar que hubiera habido espionaje. Finalmente, el Barón, Storch y otros dos fueron deportados de Estados Unidos como «indeseables».

### Fallecimiento
Durante su estancia en Ellis Island todos enfermaron; aunque tres de ellos se recuperaron, Despina Storch murió el 30 de marzo de lo que se describió como neumonía a la edad de 23 años. En el momento de su muerte las autoridades creyeron que había fallecido por causas naturales, pero algunas publicaciones indicaron posteriormente que podría haber mordido una cápsula envenenada.

Su funeral tuvo lugar el 1 de abril de 1918. El New York Sun escribió:
Un ataúd blanco exquisitamente tallado que contenía el cuerpo de Madame Despina Davidovitch Storch, la sospechosa de espionaje más romántica que América ha conocido hasta ahora, fue depositado en una bóveda en la ladera este del cementerio de Mount Olivet, Maspeth, -Queens, ayer por la tarde. De este modo se corrió el telón de una vida que en veintitrés años conoció más intrigas diplomáticas que incluso la popular heroína espía de ficción que nos ofrecen Oppenheim y otros.
A su funeral asistieron su fiel admirador, el barón Henri de Beville, sus padres y un agente del servicio secreto. El New York Sun escribió: «El Barón, cuyo enamoramiento por la sospechosa espía turca le enredó en la red de sus intrigas, lloró en silencio y echó una última mirada a la bóveda mientras era conducido de vuelta al coche.» El servicio religioso se celebró en una iglesia ortodoxa griega, aunque nadie pudo presentar pruebas de qué religión practicaba Despina Storch.
El Gobierno de Estados Unidos aceptó la explicación de los padres del Barón, cuya lealtad a Francia estaba fuera de toda duda, de que su hijo era una víctima inocente y que «cualquier sospecha que pudiera haber despertado procedía de su devoción por Madame Storch».
Con la muerte de su principal sospechoso, el gobierno estadounidense se dio cuenta de que el caso nunca se resolvería, aunque The New York Times informó de su supuesta confesión justo antes de su muerte.